# بين بارون روس
بين بارون روس (بالإنجليزية: Ben Barron Ross)‏ هو سياسي أمريكي، ولد في 26 يوليو 1921 في مقاطعة جونز في الولايات المتحدة، وتوفي في 30 ديسمبر 2016. انتخب عضو مجلس نواب جورجيا.